# Drosophila tarsalis
Drosophila tarsalis este o specie de muște din genul Drosophila, familia Drosophilidae, descrisă de Walker în anul 1853. Conform Catalogue of Life specia Drosophila tarsalis nu are subspecii cunoscute.